# Stazione di Lione-Part-Dieu
La stazione di Lione-Part-Dieu (in francese gare de Lyon-Part-Dieu) è la principale stazione ferroviaria di Lione, inaugurata nel 1983

## Storia
La stazione, realizzata nell'ambito dell'entrata in servizio del TGV Sud-Est, ha sostituito la vecchia stazione di Lione-Brotteaux, chiusa al pubblico il 13 giugno 1983, rispetta alla quale è situata 700 metri più a sud, e costruita sul sito di un ex scalo merci con lo stesso nome.

## Movimento
A livello nazionale la stazione è servita dai TGV che la collegano alle maggiori città della Francia. Per quanto riguarda le destinazioni internazionali sono attivi collegamenti TGV tra Parigi Lione e Milano Porta Garibaldi, Frecciarossa tra Parigi Lione e Milano Centrale, Eurostar per Londra St. Pancras, TGV Lyria per alcune città svizzere e AVE per Barcellona Sants.